# クイックオーダー
クイックオーダー（Quick Order）は映像業界で働くクリエイターの業務効率化を図る事を目的として作られた無料検索エンジンである。

## サイト内カテゴリ
クイックカンパニー映像業界に関連する企業を検索することができる
クイックニュース番組作りに欠かせない最新情報を発信
- 番ネタ！　「PRONWEB」提供の最新ニュースリリースを紹介
- ロケスポ！　「ロケーションジャパン」提供のロケスポットを紹介

クイックヒューマン映像業界をメインとした「求人情報」及び「芸能スクール情報」を掲載
クイックシネマ最新映画情報を紹介
テレビ業界専門用語辞典映像業界用語を1,517語掲載
ADさんお助けデータベースリサーチに役立つ情報を掲載
ほか

## 運営会社
株式会社アドキット（adkit co.,ltd.）